# 1876 v športu
1876 v športu.

## Bejzbol
- 2. februar - ustanovitev National League (NL) v New Yorku, prve profesionalne športne lige
- Klub Chicago je praktično nepremagljiv
- Edina amaterska kluba Mutuals in Athletics se težko kosata s profesionalnimu klubi

## Golf
- Odprto prvenstvo Anglije - zmagovalec Bob Martin

## Konjske dirke
- 15. maj, Kentucky derby - zmagovalec Virgin

## Nogomet
- 11. marec - FA Cup: Wanderers FC premaga Etoniansi, najprej 1-1, ponovitev 18. marca 3-0

## Športi na ledu
- 7. januar - Odprtje Glaciariuma, Chelsea, London, prvo pokrito drsališče

## Veslanje
- Regata Oxford-Cambridge - zmagovalec Cambridge
- Regata Harvard-Yale - zmagovalec Yale

## Jadranje
- New York Yacht Club zadrži America's Cup, Madeleine premaga Countess of Dufferin iz Royal Canadian Yacht Cluba

## Rojstva
- 7. februar — Harry Freeman, britanski igralec hokeja na travi
- 21. marec — John Tewksbury, ameriški atlet
- 25. marec — Irving Baxter, ameriški atlet
- 16. junij — Gustav Schuft, nemški telovadec